# アザムディン・アキル
モハマド・アザムディン・ビン・モハマド・アキル（マレー語: Mohammad Azamuddin bin Mohammad Akil、1985年4月16日 - ）は、マレーシアのサッカー選手。マレーシア代表。ポジションはMFあるいはFW。

## クラブ歴
パハン州クアラ・リピスのレロンという村で生まれ、幼い頃からサッカーを始めた。当時からアレックスの名前でチームメイトから呼ばれており、2003年、19歳の時にパハンFAのプレジデンツカップチームでフォワードとしてユースカップに出場した。
2005年にシャーザン・ムダFCで20歳にしてプロサッカー選手デビュー。献身的な姿勢が掴み取った初のプロ契約であった。その後2008年にUPBマイチームFCに移籍。しかしこのクラブでの在籍は、チーム自体が経済的事由によって2010年にリーグから撤退したため、長くはなかった。解散時にフロント側が選手をかつて所属したクラブへと送り込む手助けをしていた。
これによって2010年にパハンFAに移籍。このクラブにはベテランのフォワードであるアジズル・カマルディンとコンビを組んだ。2010年から2011年にかけてはストライカーとして起用されたものの、ハムストリングの怪我に苦しみ、欠場する事もあった。怪我から復帰した後、チームはマレーシア・スーパーリーグからの降格が決まった。なお、2011年のマレーシアカップ中にはケランタンFAにレンタル移籍し、6得点をあげた。
2012シーズンはクラブの得点王になり、スーパーリーグへの復帰に貢献した。その後も2013年11月3日にマレーシアカップでケランタンFAを倒して21年ぶりに優勝した。そしてマレーシアカップ最優秀選手にノミネートされた。
2016年にはジョホール・ダルル・タクジムFCに移籍した。
2017年、セランゴールFAに1年契約で移籍した。

## 代表歴
2012年3月24日のパハンFA対サラワクFAの親善試合で代表のスカウトと接触、なお当時クラブはマレーシア・プレミアリーグに所属しており、彼は26歳であった。
2012年4月28日のスリランカ代表戦で代表初出場、この試合で代表初得点も記録した。その後、6月8日のシンガポール代表との親善試合でも得点した。
2012年7月30日にはマレーシアリーグXIに選抜され、マンチェスター・シティFCから唯一の得点を奪ったものの、3-1で敗北した。
2012年11月25日にはラヤゴパル・クリシュナサミ監督が2012 AFFスズキカップに挑む22人を発表した。当初の25人から3人が落ち、ゴールキーパーのモハマド・イズハム・ターミズィ、ディフェンダーのイルワン・ファドリ・イドルスと彼の予定であったが、大会前の調整で行ったバングラデシュ代表との親善試合でモハマド・ザフアン・アドハ・アブドゥル・ラザクが負傷したため、代わりに彼は再招集された。

## 個人成績
代表での得点一覧
| # | 日附          | 場所                                           | 対戦相手     | 得点 | 結果 | 大会                 |
| - | ------------- | ---------------------------------------------- | ------------ | ---- | ---- | -------------------- |
| 1 | 2012年4月28日 | シャー・アラム・シャー・アラム・スタジアム     | スリランカ   | 5-0  | 6-0  | 親善試合             |
| 2 | 2012年6月8日  | シンガポール・ジャラン・ベサール・スタジアム   | シンガポール | 0-1  | 2-2  | 親善試合             |
| 3 | 2012年12月1日 | クアラルンプール・ブキット・ジャリル国立競技場 | インドネシア | 1-0  | 2-0  | 2012 AFFスズキカップ |
| 4 | 2013年3月22日 | シャー・アラム・シャー・アラム・スタジアム     | イエメン     | 1-1  | 2-2  | 親善試合             |
| 5 | 2015年10月8日 | タイ・アーミー・スポーツ・スタジアム           | ラオス       | 2-0  | 3-1  | 親善試合             |

## タイトル

### クラブ
パハンFA
- マレーシアカップ: 2013, 2014
- ピアラFAマレーシア: 2014
- スルタン・ハジ・アフメド・シャー・カップ: 2014

ジョホール・ダルル・タクジムFC
- マレーシア・スーパーリーグ: 2016, 2017
- ピアラFAマレーシア: 2016
- スルタン・ハジ・アフメド・シャー・カップ: 2016
- マレーシアカップ: 2017

### 代表
マレーシア
- 東南アジアサッカー選手権:

準優勝: 2014